# Jonathan Sabbatini
Jonathan Sabbatini (sinh ngày 31 tháng 3 năm 1988 ở Paysandú) là một cầu thủ bóng đá người Uruguay thi đấu ở vị trí tiền vệ cho FC Lugano tại Swiss Challenge League.

## Thống kê
| Câu lạc bộ      | Mùa giải  | Giải vô địch | Domestic Giải vô địch | Domestic Giải vô địch | Domestic Cups | Domestic Cups | Châu lục Cups | Châu lục Cups | Tổng cộng | Tổng cộng |
| Câu lạc bộ      | Mùa giải  | Giải vô địch | Số trận               | Bàn thắng             | Số trận       | Bàn thắng     | Số trận       | Bàn thắng     | Số trận   | Bàn thắng |
| --------------- | --------- | ------------ | --------------------- | --------------------- | ------------- | ------------- | ------------- | ------------- | --------- | --------- |
| Virtus Lanciano | 2008–2009 | Serie C1     | 7                     | 0                     | 0             | 0             | –             | –             | 7         | 0         |
| Chieti          | 2009–2010 | Serie D      | 23                    | 5                     | 0             | 0             | –             | –             | 23        | 5         |
| Chieti          | 2010–2011 | Serie C2     | 29                    | 4                     | 0             | 0             | –             | –             | 29        | 4         |
| Chieti          | 2011–2012 | Serie C2     | 36                    | 10                    | 0             | 0             | –             | –             | 36        | 10        |
| Tổng cộng       | Career    | Career       | 95                    | 19                    | 0             | 0             | –             | –             | 95        | 19        |